# Miranda (Falcón)
Pour les articles homonymes, voir Miranda.
Miranda est l'une des 25 municipalités de l'État de Falcón au Venezuela. Son chef-lieu est Coro, capitale de l'État. En 2011, la population s'élève à 211 537 habitants.

## Géographie

### Subdivisions
La municipalité est divisée en sept paroisses civiles avec, chacune à sa tête, une capitale (entre parenthèses) :
- Guzmán Guillermo (La Negrita) ;
- Mitare (Mitare) ;
- Río Seco (Río Seco) ;
- Sabaneta (Sabaneta) ;
- San Antonio (Coro) ;
- San Gabriel (Coro) ;
- Santa Ana (Coro).

La ville de Coro est constituée des trois paroisses civiles de San Antonio, San Gabriel et Santa Ana.